# Raudondvaris
Raudondvaris (polnisch Czerwony Dwór, deutsch  Rothof) hat mit 4.300 Einwohner und ist das drittgrößte Dorf in Litauen und das zweitgrößte Dorf der Rajongemeinde Kaunas.  Es liegt westlich von Kaunas und ist Zentrum des gleichnamigen Amtsbezirkes.

## Geschichte
Der Ort wurde erstmals 1392 in einer Chronik des Deutschen Ritter-Ordens erwähnt. Die alte Burg wurde nach der Schlacht bei Tannenberg (1410) wiedererrichtet und Eigentum des Königs. 1549 schenkte König Sigismund II. August das Schloss seiner Gemahlin Barbara Radziwiłł. Nach deren Tod verfiel das Schloss.

## Tyszkiewicz-Palast
1615 wurde der Tyszkiewicz-Palast, ein Backsteinbau im Renaissancestil, auf dem höher gelegenen Ufer der Nevėžis errichtet. Der Palast, allgemein Schloss genannt, ist von einem Park und einem nicht mehr benutzten Palmenhaus umgeben und war für seine reiche Kunstsammlung bekannt, die Werke von da Vinci, Caravaggio, Rubens und del Sarto umfasste. Der Palast gehörte bis zum Ersten Weltkrieg der Familie Tyszkiewicz, dann wurde er von der litauischen Regierung verstaatlicht und in eine Schule umgewandelt.
Im Zweiten Weltkrieg schwer beschädigt, wurde der Tyszkiewicz-Palast in den 1980er Jahren wiederhergestellt.

## Theresienkirche
Die Basilika der Heiligen Theresa wurde 1851 von Graf Benedykt Tyszkiewicz gestiftet und nach ihrer Zerstörung im Ersten Weltkrieg von 1930 bis 1938 neu errichtet. In ihr befinden sich Altäre mit Gemälden von Michał Elwiro Andriolli und die Grabsteine der Familie Tyszkiewicz.
|  |  |